# Hans Beekmans
Johannes (Hans) Beekmans (1957)  is een Nederlandse tandarts met een praktijk in het Gooi. Hij heeft in het patiëntenbestand onder andere leden van de koninklijke familie. Beekmans is prominent lid van de Scientologykerk.

## Biografie
Beekmans studeerde af in 1981 aan het Academisch Centrum Tandheelkunde Amsterdam (ACTA). Na zijn studie werkte hij samen met Louis Victor Arnold (1914-1987), een vermaarde spirituele professor en tandarts, die een praktijk had in Hilversum en later in Laren. Onder zijn patiënten bevond zich onder meer koningin Juliana. In 1984 nam Beekmans diens praktijk over. Ook hij heeft sindsdien meerdere leden van het Koninklijk huis onder zijn hoede.
Van 1987 tot 1992 was Beekmans voorzitter van de Amphion Dental Group. In die tijd werd hij als een vernieuwer gezien.
Bij Arnold heeft Beekmans zijn belangstelling voor paradontologie ontwikkeld. Dat leidde in de jaren 1990 tot samenwerking met kaakchirurg Peter Blijdorp (1947-2021). Zo was Beekmans in 2001 betrokken bij de ontwikkeling van zirkonium-implantaten. Hij werd voor zijn verrichtingen op het gebied van implantologie gewaardeerd door zijn collega's. Hij werkte ook samen met Blijdorp bij de ontwikkeling van een zuurstofgel, nu bekend onder de naam Bluem, dat genezing bevordert bij botafbraak en ontstekingen bij tandwortels.
Beekmans heeft belangstelling voor alternatieve, holistische tandheelkunde. Hij is groot voorstander van het gebruik van de juiste supplementen. Zo stelt hij dat extra calcium en magnesium, mits op de juiste wijze toegediend, samen met de vitamines D3 en K2, veel tandproblemen kunnen voorkomen.

### Overige activiteiten
Gedurende de Coronacrisis in Nederland bleef de overheid inzetten op het vaccinatieplan, het dragen van mondkapjes en anderhalve meter afstand houden toen het aantal besmettingen begin 2021 weer toenam. Volgens Beekmans en jurist Sven Hulleman, door sommigen als een complotdenker getypeerd, waren er echter initiatieven die alternatieve maatregelen onderzochten die ertoe zouden kunnen leiden dat men zich van overheidswege weer aanzienlijk meer vrijheden kon veroorloven zonder dwang of andere grondwettelijke discutabele maatregels zoals lockdowns en avondklokken. Zo zouden op het gebied van testen niet slechts PCR-testen zijn, maar ook antigeen- en antistoffentesten. Op initiatief van Beekmans en Hulleman werden daarom in Baarn twee weekenden lang in april 2021 de Covid-19 Immuniteit-testdagen georganiseerd. Gedurende deze dagen werden met name antistoffenbloedtesten afgenomen, op basis waarvan gemeten werd of dat men in de afgelopen maanden COVID-19 gehad heeft. Door het noteren van de bevindingen in het gele boekje zou de overheid de mogelijkheid hebben minder draconische maatregelen te nemen ter normalisering van het maatschappelijk verkeer.
Beekmans is ook voorzitter van de stichting De Weg naar Geluk. Wederom in 2021 heeft hij met een vrijwilligersteam in Amsterdam en omgeving het tienduizenden boekje “De Weg naar een Gelukkig Leven” verspreid als tegenwicht voor het vele slechte nieuws dat dagelijks via de media voorgeschoteld zou worden. Dit boekje is geschreven door L. Ron Hubbard, oprichter van de Scientologykerk.

## Persoonlijkheid
Beekmans trouwde in 2003 met scientologist Maria Koster en sloot zich dat jaar ook aan bij de Scientologykerk. Hij zou er een prominent lid zijn en werd in Nederland ook wel 'Mister Scientology' genoemd. 0mdat hij hoftandarts was werd zijn toetreding tot de Scientologykerk aanleiding tot speculaties in de roddelpers over een nieuwe Greet Hofmans-affaire. Hetzelfde jaar maakten media tevens melding van Beekmans' weigering een complexe behandeling af te maken bij een andere scientoloog, omdat deze door Scientology om muiterij tot besmet persoon was verklaard.
In een uitgebreid artikel in het NRC werd onder meer een kaakchirurg geciteerd die Beekmans 'een Van Gogh met bijbehorende pieken en dalen' noemde. Ook zou Beekmans bekend staan om zijn eigengereidheid. Volgens de Utrechtse hoogleraar bijzondere tandheelkunde C. de Putter zou hij een ’getalenteerde fijnslijper’ zijn.

## Publicaties
- 2010: Esthetische Tandheelkunde, casuïstiek en tips, Bohn Stafleu van Loghum, onderdeel van Springer Uitgeverij.[14]

- 2021: Het briljant verborgen geheim van een gezond gebit en een goede gezondheid, Uitgeverij Het Schrijversportaal.[15]